# Star Air (compagnia aerea Sudafrica)
Star Air Cargo Pty Ltd, comunemente nota semplicemente come Star Air o Star Air Cargo, è una compagnia aerea sudafricana che noleggia aerei di linea (passeggeri) e aerei da trasporto (cargo).

## Storia
Star Air venne fondata nel 1996. Originariamente operava con aeromobili più piccoli per conto di DHL Express (da cui il nome Cargo) e altre compagnie come FedEx.
Dopo aver iniziato a operare voli passeggeri, Star Air decise di abbandonare gli aerei più piccoli e di iniziare a utilizzare il Boeing 737, e ha iniziato con il suo primo 737-200 nel 2007. Da allora, Star Air ha negoziato contratti di locazione con società di leasing di aeromobili per i più recenti Boeing 737-300 e 737-400, per sostituire i 737-200.
Nel giugno 2019, Star Air è stata acquisita da Comair, che ha pagato 5,14 milioni di dollari per acquisire la compagnia aerea e la sua divisione di manutenzione, Star Air Maintenance; nel dicembre 2019 l'acquisizione è stata confermata dalla South African Competition Commission. Tuttavia, a causa delle restrizioni finanziarie imposte a Comair a causa della pandemia di COVID-19 in Sudafrica, nell'ottobre 2020 l'accordo è stato annullato.

## Identità aziendale

### Proprietà e struttura
Al 2021, Star Air Cargo Pty Ltd è di proprietà di Peter Annear e fornisce aerei in dry e wet lease all'industria delle compagnie aeree. SAC opera con Boeing 737-300 e 400 in configurazione merci o passeggeri.
Star Air Maintenance Pty Ltd (SAM) è una società controllata di Star Air e fornisce servizi di manutenzione fino ai B checks. SAM offre anche manutenzione a terzi, ha sede e opera da un hangar nella struttura del Denel Aviation Campus, all'aeroporto Internazionale O. R. Tambo di Johannesburg.

### Business model
L'attività principale di Star Air è il leasing di aeromobili a breve e medio termine con wet e dry lease alle compagnie aeree di linea nella regione dell'Africa subsahariana. Secondo il sito web, in diversi momenti ha avuto come clienti RwandAir, Air Botswana, Air Malawi, Air Tanzania, LAM Mozambique Airlines, South African Express, Air Namibia e Mango.

## Flotta

### Flotta attuale
A maggio 2023 la flotta di Star Air Cargo è così composta:

### Flotta storica
Star Air Cargo operava in precedenza con i seguenti aeromobili: